# آدرال
آدرال (به انگلیسی: Adderall) نام تجاری یک داروی ترکیبی به نام نمک‌های آمفتامین مخلوط است که حاوی چهار نمک آمفتامین است. این مخلوط از قسمت‌های مساوی آمفتامین راسمی و دکستروآمفتامین تشکیل شده است که نسبت (۳:۱) بین دکستروآمفتامین و لووآمفتامین، دو انانتیومر آمفتامین، تولید می‌کند. هر دو انانتیومر محرک هستند اما به اندازه کافی متفاوت هستند تا به آدرال مشخصات اثرات متمایز از آمفتامین راسمی یا دکستروآمفتامین، که به ترتیب به عنوان Evekeo و Dexedrine/Zenzedi به بازار عرضه می‌شوند، بدهد. آدرال در درمان اختلال نقص توجه بیش فعالی (ADHD) و نارکولپسی استفاده می‌شود. همچنین به‌طور غیرقانونی به عنوان تقویت کننده عملکرد ورزشی، تقویت کننده شناختی، سرکوب کننده اشتها و تفریحی به عنوان یک سرخوشی استفاده می‌شود. این یک محرک سیستم عصبی مرکزی (CNS) از کلاس فن‌اتیل‌آمین است.
آدرال به‌طور کلی در درمان علائم ADHD و نارکولپسی به خوبی تحمل می‌شود و مؤثر است. در دوزهای درمانی، آدرال باعث اثرات عاطفی و شناختی مانند سرخوشی، تغییر در میل جنسی، افزایش بیداری و بهبود کنترل شناختی می‌شود. در این دوزها، اثرات فیزیکی مانند زمان واکنش سریعتر، مقاومت در برابر خستگی و افزایش قدرت عضلانی ایجاد می‌کند. در مقابل، دوزهای بسیار بزرگتر از آدرال می‌تواند کنترل شناختی را مختل کند، باعث تجزیه سریع عضله شود، حملاتی هراس را تحریک کند یا روان پریشی را ایجاد کند (به عنوان مثال، پارانویا، توهم، توهم). عوارض جانبی آدرال در بین افراد بسیار متفاوت است، اما اغلب شامل بی خوابی، خشکی دهان، از دست دادن اشتها و کاهش وزن است. خطر ابتلا به اعتیاد یا وابستگی ناچیز است وقتی آدرال همان‌طور که تجویز شده در دوزهای روزانه نسبتاً پایین، مانند آنهایی که برای درمان ADHD استفاده می‌شود، ناچیز است؛ با این حال، استفاده معمول از آدرال در دوزهای بزرگتر روزانه خطر قابل توجهی اعتیاد یا وابستگی را به دلیل اثرات تقویت کننده قابل توجهی که در دوزهای بالا وجود دارد، ایجاد می‌کند. دوزهای تفریحی آمفتامین عموماً بسیار بزرگتر از دوزهای درمانی تجویز شده است و خطر عوارض جانبی جدی بسیار بیشتری را به همراه دارد.
دو انانتیومر آمفتامین که آدرال را تشکیل می‌دهند (لووآمفتامین و دکستروآمفتامین) علائم ADHD و نارکولپسی را با افزایش فعالیت انتقال دهنده‌های عصبی نوراپی نفرین و دوپامین در مغز کاهش می‌دهند که بخشی از تعامل آنها با گیرنده ۱ مرتبط با آمین کمیاب انسان (hTAAR1) و انتقال دهنده مونوآمین وزیکولار 2 (VMAT2) در نورونها است. دکستروآمفتامین یک محرک قوی تر سیستم عصبی مرکزی (CNS) نسبت به لووآمفتامین است، اما لووآمفتامین دارای اثرات قلبی عروقی و محیطی کمی قوی تر و نیمه عمر حذف طولانی تری نسبت به دکستروآمفتامین است. گزارش شده است که مولفه لووآمفتامین آدرال پاسخ درمانی را در برخی افراد نسبت به دکستروآمفتامین به تنهایی بهبود می‌بخشد. ماده فعال آدرال، آمفتامین، بسیاری از خواص شیمیایی و فارماکولوژیکی را با آمینهای کمیاب انسانی، به ویژه فنتیل آمین و N-متیل فنیل آمین، که دومی آنها یک ایزومر موقعیتی آمفتامین است، مشترک دارد. در سال ۲۰۲۱، آدرال با بیش از ۳۰ میلیون نسخه، هفدهمین داروی متداول تجویز شده در ایالات متحده بود.

## موارد مصرف پزشکی
استفاده درمانی
آدرال معمولاً برای درمان اختلال نقص توجه بیش فعالی (ADHD) و نارکولپسی (اختلال خواب) استفاده می‌شود. قرار گرفتن در معرض آمفتامین طولانی مدت در دوزهای به اندازه کافی بالا در برخی گونه‌های جانوری شناخته شده است که باعث رشد غیرطبیعی سیستم دوپامین یا آسیب عصبی می‌شود، اما در انسان‌های مبتلا به ADHD، استفاده طولانی مدت از آمفتامین‌های دارویی در دوزهای درمانی به نظر می‌رسد رشد مغز و رشد عصب را بهبود می‌بخشد. بررسی مطالعات تصویربرداری رزونانس مغناطیسی (MRI) نشان می‌دهد که درمان طولانی مدت با آمفتامین ناهنجاری‌ها در ساختار و عملکرد مغز را که در افراد مبتلا به ADHD یافت می‌شود، کاهش می‌دهد و عملکرد را در چندین قسمت از مغز مانند هسته کاودای راست گانگلیوم‌های پایه بهبود می‌بخشد.
بررسی تحقیقات محرک بالینی، ایمنی و اثربخشی مصرف طولانی مدت مداوم آمفتامین برای درمان ADHD را ثابت کرده است. آزمایش‌های کنترل شده تصادفی درمانی محرک مداوم برای درمان ADHD به مدت ۲ سال اثربخشی و ایمنی درمان را نشان داده است. دو بررسی نشان داده است که درمان محرک مداوم طولانی مدت برای ADHD در کاهش علائم اصلی ADHD (یعنی بیش فعالی، بی‌توجهی و تکانشگری)، افزایش کیفیت زندگی و پیشرفت تحصیلی و ایجاد بهبود در تعداد زیادی از نتایج عملکردی در ۹ دسته از نتایج مربوط به دانشگاهیان، رفتار ضد اجتماعی، رانندگی، مصرف مواد غیر دارویی، چاقی، شغل، عزت نفس، استفاده از خدمات (یعنی خدمات تحصیلی، شغلی، بهداشتی، مالی و حقوقی) مؤثر است)، و عملکرد اجتماعی. یک بررسی، یک کارآزمایی کنترل شده تصادفی نه‌ماهه در درمان آمفتامین برای ADHD در کودکان را برجسته کرد که به‌طور متوسط افزایش ۴٫۵ امتیاز ضریب هوشی، افزایش مداوم توجه و کاهش مداوم در رفتارهای مختل و بیش فعالی نشان داد. بررسی دیگر نشان داد که بر اساس طولانی‌ترین مطالعات پیگیری انجام شده تا به امروز، درمان محرک مادام العمر که در دوران کودکی آغاز می‌شود، به‌طور مداوم برای کنترل علائم ADHD مؤثر است و خطر ابتلا به اختلال مصرف مواد را در بزرگسالان کاهش می‌دهد.
مدل‌های فعلی ADHD نشان می‌دهد که با اختلالات عملکردی در برخی از سیستم‌های انتقال دهنده عصبی مغز همراه است. این اختلالات عملکردی شامل اختلال انتقال عصبی دوپامین در پروجکشن مزوکورتیکولیمبیک و انتقال عصبی نوراپینفرین در پیش‌بینی‌های نورآدرنرژیک از لوکوس coeruleus به قشر پیش پیشانی است. محرک‌های روانی مانند متیل فنیدات و آمفتامین در درمان ADHD مؤثر هستند زیرا فعالیت انتقال دهنده عصبی را در این سیستم‌ها افزایش می‌دهند. تقریباً ۸۰٪ از کسانی که از این محرک‌ها استفاده می‌کنند، بهبود علائم ADHD را مشاهده می‌کنند. کودکان مبتلا به ADHD که از داروهای محرک استفاده می‌کنند، به‌طور کلی روابط بهتری با همسالان و اعضای خانواده دارند، عملکرد بهتری در مدرسه دارند، کمتر حواس‌پرت کننده و تکانشی هستند و مدت توجه طولانی تری دارند. بررسی‌های کاکرین در مورد درمان ADHD در کودکان، نوجوانان و بزرگسالان با آمفتامین‌های دارویی اظهار داشت که مطالعات کوتاه مدت نشان داده‌اند که این داروها شدت علائم را کاهش می‌دهند، اما به دلیل عوارض جانبی نامطلوب، میزان قطع مصرف بیشتر از داروهای غیر محرک دارند. بررسی کاکرین در مورد درمان ADHD در کودکان مبتلا به اختلالات تیک مانند سندرم تورت نشان داد که محرک‌ها به‌طور کلی باعث بدتر شدن تیک‌ها نمی‌شوند، اما دوزهای بالای دکستروآمفتامین می‌تواند تیک‌ها را در برخی افراد تشدید کند.

### فرم‌های موجود
آدرال به صورت قرص‌های انتشار فوری (IR) و کپسول با انتشار طولانی مدت (XR) در دسترس است. Mydayis فقط در فرمول انتشار تمدید موجود است. آدرال XR برای درمان ADHD تا ۱۲ ساعت در افراد ۶ سال و بالاتر تأیید شده است و از فرمول دومهره استفاده می‌کند. کپسول را می‌توان مانند قرص بلعیده کرد، یا می‌توان آن را باز کرد و مهره‌ها را روی سس سیب پاشید تا جذب قابل مقایسه شود. پس از مصرف، نیمی از دانه‌ها تجویز فوری دارو را فراهم می‌کنند، در حالی که نیمی دیگر در پوششی پوشانده می‌شوند که باید حل شود و جذب محتویات آن را به تأخیر می‌اندازد. این ماده به گونه ای طراحی شده است که اثر درمانی و غلظت پلاسما یکسان با مصرف دو دوز آدرال IR با فاصله چهار ساعت است. Mydayis از یک فرمول سه مهره با دوام طولانی‌تر استفاده می‌کند و برای درمان ADHD تا ۱۶ ساعت در افراد ۱۳ سال و بالاتر تأیید شده است. در ایالات متحده، فرمولاسیون‌های فوری و با انتشار طولانی مدت آدرال هر دو به عنوان داروهای ژنریک در دسترس هستند. فرمول‌های عمومی Mydayis در اکتبر ۲۰۲۳ در ایالات متحده در دسترس قرار گرفت.

## افزایش عملکرد

### عملکرد شناختی
در سال ۲۰۱۵، یک بررسی سیستماتیک و متاآنالیز آزمایش‌های بالینی با کیفیت بالا نشان داد که در هنگام استفاده در دوزهای پایین (درمانی)، آمفتامین پیشرفت‌های متوسط و بدون ابهام در شناخت، از جمله حافظه کاری، حافظه اپیزودیک بلند مدت، کنترل مهارکننده و برخی از جنبه‌های توجه، در بزرگسالان سالم طبیعی ایجاد می‌کند. شناخته شده است که این اثرات تقویت کننده شناخت آمفتامین تا حدودی از طریق فعال سازی غیر مستقیم گیرنده دوپامین D1 و آدرنوگیرنده α۲ در آدرنوسپتور α۲ انجام می‌شود. قشر پیش‌پیشانی. یک بررسی سیستماتیک از سال ۲۰۱۴ نشان داد که دوزهای پایین آمفتامین همچنین تقویت حافظه را بهبود می‌بخشد و به نوبه خود منجر به بهبود یادآوری اطلاعات می‌شود. دوزهای درمانی آمفتامین همچنین کارایی شبکه قشری را افزایش می‌دهد، اثری که میانجی بهبود حافظه کاری در همه افراد است. آمفتامین و سایر محرک‌های ADHD نیز برجستگی وظیفه (انگیزه برای انجام یک کار) را بهبود می‌بخشند و برانگیختگی (بیداری) را افزایش می‌دهند و به نوبه خود رفتار هدفمند را تقویت می‌کنند. محرک‌هایی مانند آمفتامین می‌توانند عملکرد در کارهای دشوار و خسته کننده را بهبود بخشند و توسط برخی دانش آموزان به عنوان کمک مطالعه و آزمون استفاده می‌شوند. بر اساس مطالعات مربوط به استفاده از محرک‌های غیرقانونی که خودشان گزارش شده است، ۵ تا ۳۵ درصد از دانشجویان از محرک‌های ADHD منحرف شده استفاده می‌کنند، که در درجه اول برای افزایش عملکرد تحصیلی به جای مواد تفریحی استفاده می‌شوند. با این حال، دوزهای بالای آمفتامین که بالاتر از محدوده درمانی هستند می‌توانند با حافظه کاری و سایر جنبه‌های کنترل شناختی تداخل ایجاد کنند.

### عملکرد فیزیکی
آمفتامین توسط برخی ورزشکاران به دلیل اثرات روانی و افزایش عملکرد ورزشی مانند افزایش استقامت و هوشیاری استفاده می‌شود؛ با این حال، استفاده از آمفتامین غیر پزشکی در رویدادهای ورزشی که توسط آژانس‌های ضد دوپینگ دانشگاهی، ملی و بین‌المللی تنظیم می‌شود ممنوع است. نشان داده شده است که در افراد سالم در دوزهای درمانی خوراکی، آمفتامین قدرت عضلانی، شتاب، عملکرد ورزشی در شرایط بی هوازی و استقامت (یعنی شروع خستگی را به تأخیر می‌اندازد) و در عین حال زمان واکنش را بهبود می‌بخشد. آمفتامین استقامت و زمان واکنش را در درجه اول از طریق مهار بازجذب و آزاد کردن دوپامین در سیستم عصبی مرکزی بهبود می‌بخشد. آمفتامین و سایر داروهای دوپامینرژیک نیز با غلبه بر یک «سوئیچ ایمنی» توان خروجی را در سطوح ثابت فعالیت ادراک شده افزایش می‌دهند و اجازه می‌دهد تا حد دمای هسته افزایش یابد تا به ظرفیت ذخیره دسترسی پیدا کند که به‌طور معمول ممنوع است. در دوزهای درمانی، اثرات نامطلوب آمفتامین مانع عملکرد ورزشی نمی‌شود؛ با این حال، در دوزهای بسیار بالاتر، آمفتامین می‌تواند اثراتی را ایجاد کند که عملکرد را به شدت مختل می‌کند، مانند تجزیه سریع عضلانی و افزایش دمای بدن.
آدرال در لیگ ملی فوتبال (NFL)، لیگ بزرگ بیس بال (MLB)، انجمن ملی بسکتبال (NBA)، و انجمن ملی دو و میدانی دانشگاهی (NCAA) ممنوع شده است. در لیگهایی مانند NFL، یک فرایند بسیار دقیق برای اخذ معافیت از این قانون لازم است حتی زمانی که به ورزشکار دارو توسط پزشک خود تجویز شده باشد.

### تفریحی
آدرال پتانسیل بالایی برای سوء استفاده به عنوان یک داروی تفریحی دارد. قرص‌های آدرال را می‌توان بلعیده، خرد کرد و خفه کرد یا در آب حل کرده و تزریق کرد. تزریق به جریان خون می‌تواند خطرناک باشد زیرا پرکننده‌های نامحلول درون قرص‌ها می‌توانند رگ‌های خونی کوچک را مسدود کنند.
بسیاری از دانش آموزان دوره متوسطه گزارش داده‌اند که از آدرال برای اهداف مطالعه در مناطق مختلف جهان توسعه یافته استفاده می‌کنند. در میان این دانشجویان، برخی از عوامل خطر سوء استفاده از محرک‌های ADHD به صورت تفریحی عبارتند از: داشتن خصوصیات انحرافی شخصیتی (یعنی بروز رفتار بزهکار یا انحرافی)، سازگاری نامناسب با معلولیت، مبتنی بر اعتبار خارجی، خودکارآمدی پایین، کسب نمرات ضعیف و اختلال سلامت روان درمان نشده.

## موارد منع مصرف
طبق برنامه بین‌المللی ایمنی مواد شیمیایی (IPCS) و سازمان غذا و داروی ایالات متحده (USFDA)، آمفتامین در افرادی که سابقه سوء مصرف مواد مخدر، بیماری‌های قلبی عروقی، تحریک شدید یا اضطراب شدید دارند منع مصرف می‌شود. همچنین در افراد مبتلا به آرترواسکلروز پیشرفته (سخت شدن شریان‌ها)، گلوکوم (افزایش فشار چشم)، پرکاری تیروئید (تولید بیش از حد هورمون تیروئید) یا فشار خون متوسط تا شدید منع مصرف می‌شود. این آژانس‌ها نشان می‌دهند که افرادی که واکنش‌های آلرژیک به سایر محرک‌ها را تجربه کرده‌اند یا مهارکننده‌های مونوآمین اکسیداز (MAOI) مصرف می‌کنند نباید آمفتامین مصرف کنند، اگرچه استفاده همزمان ایمن از مهارکننده‌های آمفتامین و مونوآمین اکسیداز مستند شده است. این آژانس‌ها همچنین بیان می‌کنند که هرکس مبتلا به بی اشتهایی عصبی، اختلال دوقطبی، افسردگی، فشار خون بالا، مشکلات کبدی یا کلیوی، شیدایی، روان پریشی، پدیده رینو، تشنج، مشکلات تیروئید، تیک، یا سندرم تورت باید علائم خود را در حین مصرف آمفتامین نظارت کند. شواهد حاصل از مطالعات انسانی نشان می‌دهد که مصرف آمفتامین درمانی باعث ناهنجاری‌های رشدی در جنین یا نوزادان نمی‌شود (یعنی یک تراتوژن انسانی نیست)، اما سوء مصرف آمفتامین خطری برای جنین ایجاد می‌کند. همچنین نشان داده شده است که آمفتامین به شیر مادر منتقل می‌شود، بنابراین IPCS و USFDA به مادران توصیه می‌کنند که هنگام استفاده از آن از شیردهی اجتناب کنند. با توجه به پتانسیل اختلالات رشد برگشت‌پذیر، FDA ایالات متحده توصیه می‌کند که قد و وزن کودکان و نوجوانان را که داروی آمفتامین تجویز می‌کنند نظارت کند.

### عوارض جانبی
عوارض جانبی نامطلوب آدرال بسیار و متنوع است، اما مقدار ماده مصرف شده عامل اصلی در تعیین احتمال و شدت عوارض جانبی است. آدرال در حال حاضر برای استفاده درمانی طولانی مدت توسط ایالات متحده و FDA تأیید شده است. استفاده تفریحی از آدرال به‌طور کلی شامل دوزهای بسیار بزرگتر است و بنابراین به‌طور قابل توجهی خطرناک تر است و خطر عوارض جانبی جدی دارویی بسیار بیشتری نسبت به دوزهای مورد استفاده برای اهداف درمانی دارد.

### فیزیکی
عوارض جانبی قلبی عروقی می‌تواند شامل فشار خون بالا یا افت فشار خون ناشی از پاسخ وازوواگال، پدیده رینود (کاهش جریان خون به دست و پا) و تاکیکاردی (افزایش ضربان قلب) باشد. عوارض جانبی جنسی در مردان ممکن است شامل اختلال نعوظ، نعوظ مکرر یا نعوظ طولانی مدت باشد. عوارض جانبی دستگاه گوارش ممکن است شامل درد شکم، یبوست، اسهال و حالت تهوع باشد. سایر عوارض جانبی فیزیکی بالقوه عبارتند از کاهش اشتها، تاری دید، خشکی دهان، چرخ زدن بیش از حد دندان، خونریزی بینی، عرق فراوان، Rhinitis Medicamentosa (احتقان بینی ناشی از دارو)، کاهش آستانه تشنج، تیک (نوعی اختلال حرکتی) و کاهش وزن. عوارض جانبی فیزیکی خطرناک در دوزهای دارویی معمولی نادر است.
آمفتامین مراکز تنفسی مدولاری را تحریک می‌کند و تنفس‌های سریعتر و عمیق‌تری تولید می‌کند. در یک فرد عادی در دوزهای درمانی، این اثر معمولاً قابل توجه نیست، اما هنگامی که تنفس از قبل به خطر افتاده است، ممکن است مشهود باشد. آمفتامین همچنین انقباض در اسفنکتر مثانه ادراری را القا می‌کند، عضلانی که ادرار را کنترل می‌کند، که می‌تواند منجر به مشکل در ادرار شود. این اثر می‌تواند در درمان خیس شدن بستر و از دست دادن کنترل مثانه مفید باشد. اثرات آمفتامین بر دستگاه گوارش غیرقابل پیش‌بینی است. اگر فعالیت روده زیاد باشد، آمفتامین ممکن است تحرک دستگاه گوارش را کاهش دهد (سرعت حرکت محتوا از طریق دستگاه گوارش)؛ با این حال، آمفتامین ممکن است هنگامی که عضله صاف دستگاه آرام باشد، تحرک را افزایش دهد. آمفتامین همچنین اثر ضد درد کمی دارد و می‌تواند اثرات تسکین دهنده درد مواد مخدر را افزایش دهد.
مطالعات به سفارش USFDA در سال ۲۰۱۱ نشان می‌دهد که در کودکان، جوانان و بزرگسالان هیچ ارتباطی بین حوادث جانبی جدی قلبی عروقی (مرگ ناگهانی، حمله قلبی و سکته مغزی) و استفاده پزشکی از آمفتامین یا سایر محرک‌های ADHD وجود ندارد. با این حال، داروهای آمفتامین در افراد مبتلا به بیماری قلبی عروقی منع مصرف می‌شوند.

### روانشناختی
در دوزهای درمانی طبیعی، شایعترین عوارض جانبی روانشناختی آمفتامین شامل افزایش هوشیاری، نگرانی، تمرکز، ابتکار عمل، اعتماد به نفس و اجتماعی بودن، نوسانات خلقی (خلق و خوی به دنبال آن خلق و خلق کم افسرده)، بی خوابی یا بیداری و کاهش احساس خستگی است. عوارض جانبی کمتر شایع عبارتند از: اضطراب، تغییر میل جنسی، بزرگی، تحریک پذیری، رفتارهای تکراری یا وسواسی و بی‌قراری؛ این اثرات به شخصیت کاربر و وضعیت روانی فعلی بستگی دارد. روان پریشی آمفتامین (به عنوان مثال، هذیان و پارانویا) می‌تواند در مصرف‌کنندگان سنگین رخ دهد. اگرچه بسیار نادر است، اما این روان پریشی همچنین می‌تواند در دوزهای درمانی در طول درمان طولانی مدت رخ دهد. به گفته USFDA، «هیچ شواهد سیستماتیک وجود ندارد» مبنی بر اینکه محرک‌ها رفتار تهاجمی یا خصومت ایجاد می‌کنند.
همچنین نشان داده شده است که آمفتامین اولویت مکان مشروط را در انسانهایی که دوزهای درمانی مصرف می‌کنند ایجاد می‌کند، به این معنی که افراد ترجیح می‌دهند وقت خود را در مکان‌هایی که قبلاً از آمفتامین استفاده کرده‌اند، ترجیح می‌دهند.

### وابستگی و انصراف
تحمل دارو در سوء مصرف آمفتامین (یعنی استفاده تفریحی از آمفتامین) به سرعت توسعه می‌یابد، بنابراین دوره‌های سوء مصرف طولانی مدت نیاز به دوزهای بیشتری از دارو برای دستیابی به همان اثر دارد. طبق بررسی کاکرین در مورد ترک در افرادی که به‌طور اجباری از آمفتامین و متآمفتامین استفاده می‌کنند، «هنگامی که مصرف‌کنندگان سنگین مزمن به‌طور ناگهانی مصرف آمفتامین را متوقف می‌کنند، بسیاری از آنها یک سندرم ترک محدود زمانی را گزارش می‌کنند که ظرف ۲۴ ساعت از آخرین دوز آنها رخ می‌دهد.» این بررسی نشان داد که علائم ترک در مصرف‌کنندگان مزمن و دوز بالا مکرر است، تقریباً در ۸۸ درصد موارد رخ می‌دهد و به مدت ۳–۴ هفته ادامه دارد و مرحله «سقوط» مشخص در هفته اول رخ می‌دهد.
علائم ترک آمفتامین می‌تواند شامل اضطراب، میل به مواد مخدر، خلق افسرده، خستگی، افزایش اشتها، افزایش حرکت یا کاهش حرکت، عدم انگیزه، بی خوابی یا خواب آلودگی و رویاهای واضح باشد. بررسی نشان داد که شدت علائم ترک با سن فرد و میزان وابستگی آنها ارتباط مثبت دارد. علائم ترک خفیف ناشی از قطع درمان آمفتامین در دوزهای درمانی را می‌توان با کاهش دوز جلوگیری کرد.

## سوءاستفاده و عوارض
مصرف بیش از حد و غیر پزشکی از آمفتامین می‌تواند منجر به علائم مختلفی شود اما به ندرت موجب مرگ است. شدت علائم مصرف بیش از حد با دوز افزایش می‌یابد و با میزان تحمل نسبت به دارو آمفتامین کاهش می‌یابد. شناخته شده است که افرادی که تا ۵ گرم آمفتامین در روز مصرف می‌کنند، تقریباً ۱۰۰ برابر تحمل دوز درمانی روزانه را دارند. استفاده بیش از حد مجاز و بدون تجویز پزشک می‌تواند موجب مسمومیت مرگبار با آمفتامین باشد که شامل تشنج و کما نیز می‌شود.